# Новоивановка (Николаевская область)
Новоивановка (укр. Новоіванівка) — село в Баштанском районе Николаевской области Украины.
Основано в 1829 году. Население по переписи 2001 года составляло 622 человек. Почтовый индекс — 56153. Телефонный код — 5158. Занимает площадь 2,7 км².

## Местный совет
56153, Николаевская обл., Баштанский р-н, с. Новоивановка, ул. Одесская, 8; тел. 9-37-75.